# Narcos
Narcos és una sèrie de televisió del 2015 creada per Chris Brancato, Carlo Bernard i Doug Miro i dirigida per José Padilha. És protagonitzada pel brasiler Wagner Moura, que interpreta a Pablo Escobar. La sèrie va estar nominada com a millor drama als Globus d'Or. La primera temporada es va estrenar el 28 d'agost de 2015 i la segona el 2 de setembre de 2016 amb 10 capítols cadascuna.

## Argument
La primera temporada explica la vida del narcotraficant Pablo Escobar Gaviria des del 1977 fins al 1992 i la segona se centra en els últims i pitjors moments, en què veu com tot el que ha construït se li escola entre els dits. Aquesta segona arrenca just on va quedar-se la primera, amb Escobar esquivant el macrodesplegament militar i policial després d'escapar-se de la presó de La Catedral. La tercera temporada continua després de la mort de Pablo Escobar i mostra la lluita de la DEA contra el càrtel de Cali.

## Repartiment
- Wagner Moura com Pablo Escobar, el cap de la droga de Colòmbia i líder del Cartel de Medellín.
- Paulina Gaitán com a Tata Escobar, esposa de Pablo Escobar, basat en Maria Henao.
- Boyd Holbrook com a Steve Murphy, un agent de la DEA encarregat de detenir Escobar.
- Pedro Pascal com a Javier Peña, un agent de la DEA, company de Murphy.[1]
- Maurice Compte com a Horacio Carrillo, cap de la polícia colombiana, basat en el Coronel Hugo Martinez.[1]
- Damian Alcazar i Francisco Denis com els germans Rodríguez Oreyuela.[3]
- André Mattos com a Jorge Ochoa, fundador i antic líder del cartel de Medellín.
- Roberto Urbina com a Fabio Ochoa, membre del cartel de Medellín.
- Diego Cataño com a Juan Diego "La Quica" Diaz, un sicari, basat en Dandeny Muñoz Mosquera.
- Stephanie Sigman com a Valeria Vélez, periodista colombiana, basat en Virginia Vallejo.

## Al voltant de la sèrie
La sèrie es va rodar a Colòmbia. La mort del narcotraficant es va voler gravar al mateix lloc on va passar, en una persecució pels terrats de Medellín, però el propietari de l'habitatge es va negar a cedir-lo i es va haver de rodar l'escena en una finca del costat. El germà de Pablo Escobar, Roberto, va sol·licitar formalment poder revisar el contingut de la primera i segona temporada de Narcos, per poder determinar la validesa del seu contingut, però la productora no va respondre a aquesta sol·licitud.